# شحرور البقر البرونزي
شُحرُور البقر البرُونزِيّ، المعروف سابقًا باسم شُحرُور البقر أحمر العينين، هو طائرٌ صغير من فصيلة الصفراويَّات، يمتد نطاق موطن تفريخه من جنوب الولايات المتحدة، وبالتحديد من ولايات: كاليفورنيا، وأريزونا، ونيو مكسيكو، وتكساس، ولويزيانا، جنوبًا عبر أمريكا الوسطى وصولاً حتى پنما. مِنه جُمهرة مُميزة تقطن الساحل الكاريبي من كولومبيا، تُصنَّفُ في بعض الأحيان على أنها نوعٌ مُستقل بذاته، هو شُحرُور البقر البرُونزِيّ البُنيّ (M. armenti).
يصلُ طول ذكر شُحرُور البقر البرُونزِيّ إلى 20 سنتيمترًا، ويزن 68 غرامًا، ويتمتع بكِسوةٍ لمَّاعة خضراء ضاربة إلى البرونزيَّة، وعينان حمراوان. أمَّا الأنثى فيبلغ طولها 18.5 سنتيمترات وتزن 56 غرامًا، والقسم العلويّ من جسدها أسود كامد، والسفليّ بنيّ. تتشابه الطيور اليافعة في كٍسوتها مع الإناث، لكن أهداب ريشاتها أكثر رماديَّةً.
هذه الشحارير، كغيرها من شحارير البقر، مُتطفلة على الأعشاش، أي توزّع أنثاها بيوضها على أعشاش أنواع أخرى من الطيور كي لا تتكبد عناء تربية الفراخ. تَقتاتُ هذه المُتطفلات بالحشرات والبزور، وتجتمع بانتظام في أسرابٍ تتكوَّن من 25 إلى 30 طائرًا. ]ثقدّمُ الذكر عرضه للأنثى، فيُلقي رأسه إلى الخلف وينفش ريشه ويُطلق صفرة صريريَّة. بعد التزاوج، تضع الأنثى بيضة ضاربة إلى الأزرق الفاتح في عُشِّ نوعٍ آخر، وتعمد في غالب الحالات إلى ثَقب بيوض المُضيف التي تجدها في العش. عِندما تنقف فِراح الشُحرُور البيض في عُش الثَّويّ (أي المُضيف) تكون أكبر قدًا وأكثر إلحاحًا من الفراخ الأخرى، فتتلقى لذلك مٍقدارًا أكبر من الطعام. العَدد الإجمالي للبيض الموضوع غير مَعروف. لكن شُحرُور البقر بُني الرأس قريب النسب يَضع ما يصل إلى 40 بيضة خِلال شهرين. من أبرز مُضيفات هذا النوع: العصفور الدوري الأرضي أبيض الوجه، وشُرشُور الآجام أبيض قفا العنق.

## الانتشار
تنتشر شحارير البقر البرونزيَّة عبر جنوب الولايات المتحدة والمكسيك وأمريكا الوسطى. وقد توسَّع نطاق موطنها عمَّا كان عليه سابقًا بفعل إزالة البشر لمساحاتٍ شاسعة من الغابات واستبدالها بحقولٍ زراعيَّة مكشوفة، فخلقوا بذلك موائل طبيعيَّة مٍثالية تستغلها هذه الطيور. شحارير البقر البرونزيَّة مُفرخة مُقيمة عبر القسم الأعظم من موطنها، عدا جنوب الولايات المتحدة وشمال المكسيك، فالجمهرات قاطنتها تشتو جنوبًا.

## السُلالات
من شُحرُور البقر البرُونزيّ أربعة سُلالات يعترف بها العلماء، ويُمكن تمييزها عبر حجمها وكِسوة البوالغ:
- السُلالة النمطيَّة (M.a. aeneus): تنتشرُ من جنوب لويزيانا وتكساس حتى جنوب المكسيك، وعبر أمريكا الوسطى وصولاً إلى شمال غرب كولومبيا. من المُلاحظ أنَّ هذه السلالة تنتشرُ شمالاً بشكلٍ تدريجيّ.
- سُلالة لويي (M.a. loyei): كانت تُعرف سابقًا باسم سُلالة ميلر أو السلالة الميلريَّة. تنتشرُ في شمال غرب المكسيك، وجنوب أريزونا، ونيو مكسيكو، وكاليفورنيا.
- السُلالة الجُدجديَّة (M.a. assimilis): تنتشر عبر جنوب غرب المكسيك، من ولاية خاليسكو إلى ولاية واهاكا.
- السُلالة الأرمنتيَّة (M.a. armenti): أو السُلالة البرونزيَّة البُنيَّة، يعتبرها بعض الباحثين سُلالة، وبعضهم الآخر يراها نوعًا مُستقلاً بذاته، ويتّبعُ المجلس العالمي للحفاظ على الطيور الرأي الأخير. هذه الطيور نادرةٌ وتتمركز في بعض المناطق دون غيرها، فيُمكنُ العثور عليها في محافظات أتلنتيكو وبوليڤار وماگدلينا من كولومبيا.

## الموائل الطبيعيَّة
تُفضِّلُ شحارير البقر البرونزيَّة سكن الموائل المكشوفة، وكثيرًا ما تُشاهد في مراعي الماشية، والحقول الزراعيَّة، وملاعب الگولف، والمناطق قصيرة الأعشاب، وحواف الغابات، كما شوهد بعضها في الحدائق العامَّة وضواحي المدن. مناطق التعشيش تقع غالبًا على أطراف الغابات.

## التفريخ
شحارير البقر البرونزيَّة طيورٌ مُتطفلة على الأعشاش، كغيرها من شحارير البقر، يصلُ عدد الأنواع التي تتطفل على أعشاشها إلى حوالي 101، منها 44 نوعًا شوهدت وهي تتولى تربية فراخ الشحارير، وقد احتلَّت صفاريَّات العالم الجديد المرتبة الأولى من حيث عدد الفراخ المُتطفلة.